# Малік ас-Саліх

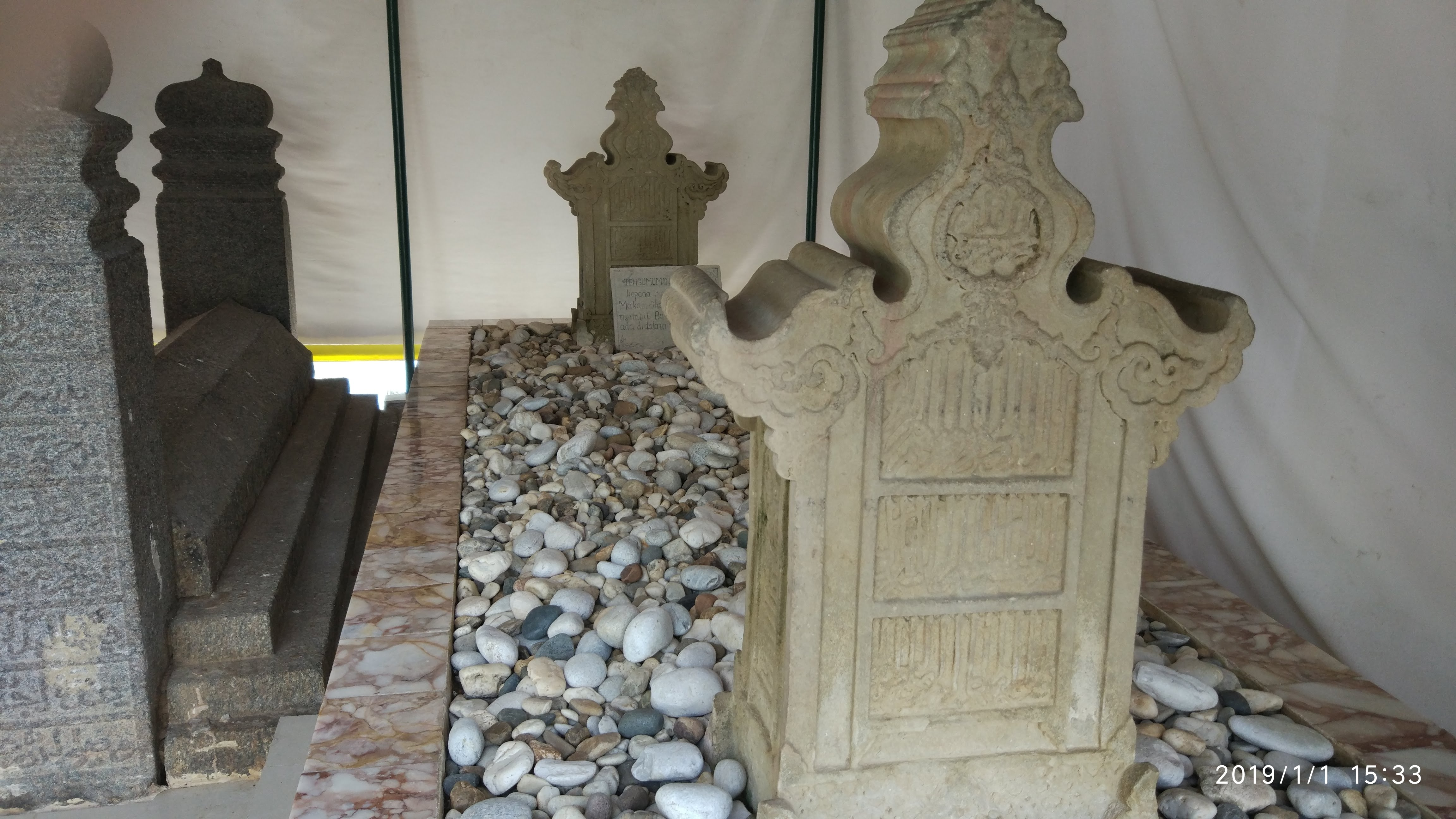
Поховання Маліка ас-Саліха

Малік ас-Саліх (Малік уль-Саліх, Малікуссалех, аль-Малік аль-Салех) (араб. الملك الصالح; д/н — 1297) — 1-й султан Самудри-Пасаю в 1267—1297 роках. Його ім'я перекладається як «Шляхетний (праведний) володар».

## Життєпис
Про нього обмаль відомостей, переважно сповнених легенд. Спочатку звався Мерах Сілу (Мевра Сілу), був раджою або сином раджи. Так, вважається, що заснував нове князівства Самудра, назва якої походить від малайського слова «семудера» — «дуже велика мураха». Одного разу Мерах Сілу побачив мураху таку велику, наче кішка, яку він зловив її і з'їв.
Обставини прийняття ним ісламу також сповненні легендами. Начебто перед смертю пророк Мухаммед відправив свого учня до Самудри, щоб навернути тамтешне населення в іслам. При цьому Мерах Сілу побачив пророчий сон, який наказував прийняти мусульманських проповідників й навернутися в іслам.
Втім в хроніці «Хікаят Раджараджа Пасаї» він названий халіфом, в той час як Мухаммед не мав такого титулу. Тому припускають, що посланець (шейх Ісмаїл) ніколи не існував, або був спрямований одним з шаріфів Мекки або багдадським халіфом. Останній факт підтверджується дипломатичними контактами часів падіння Омеядського халіфату і правителями Шривіджаї.
Також є згадка, що на шляху до Самудри шейх Ісмаїл відвідав місто Мунґер, де взяв на борт судна факіха і улема Султан-Мухаммеда (нащадка праведного халіфа Абу-Бакра). Тож найімовірніше, перші ісламські проповідники прибули на Суматру з Делійського султанату, який на той час встановив владу в Біхарі і Бенгалії. Водночас все більше посилюється вплив арабських торгівців, що створювали власні громади в портах.
Також припускають, що Мерах Сілу і Малік ас-Саліх різні особи. Оскільки легенди про першого є традиційними в малайському фольклорі, згідно них він народився внаслідок сакрального шлюбу принцеси Бамбука (Путері Бетунг, уособлення стихії землі, джунглів) та Мераха Гаджах (чарівного сина річки, води, що з'явився людям на спині Червоного слона). Але не виключено, що одного з раджей звали так само. В процесі ісламізації міфи про першого султана частково змішалися з легендами проти Мераха Сілу.
За іншою легендою був нащадком Сукі Імем Певе, одного з 4 кхмерських або тямпських братів-правителям на півночі Суматри — засновників також держав Певревлак, Індра-Пурба (після ісламізації змінило назву на Дар ул-Камаль), Джеумпа. Ці раджанати (князівство) були існуючими, але про їх історію вкрай обмежені відомості. Можливо саме Сукі Імем Певе заснував Сам Ідру (Самудру), яка після ісламізації та переносу столиці стала зватися Пасай. Близько 1267 року цей раджа прийняв іслам та титул султана.
Висувається версія, що засновником султанату Пасайбув один з синів улема Султан-Мухаммеда, що оженився на доньці місцевого раджи (відомі подібні історичні випадки). У XV ст. султани Пасаї виводили свій родовід від халіфів. Можливо «Малік ас-Саліх» є лише одним з тогочасних титулів володарів Пасаї.
Відносини першого султана Пасая з Шривіджаєю повністю не досліджені, але ймовірно зміг звільнитися від її залежності лише після 1275 року.
Водночас сприяв ісламізації держави Певревлак, оженився на доньці султана останнього. Ймовірно наприкінці 1270-х років з огляду на військову активність монголів визнав зверхність імперії Юань, куди у 1282 і 1286 роках відправляв посольства з даниною. 1292 року мирно приєднав Певревлак до своїх володінь. Того ж року прийняв Марко Поло з імперії Юань.
Помер 1297 року. Поховано у мавзолеї, що зберігся до тепер. Також на його честь було зведено велику мечеть. Йому спадкував син аль-Малік ат-Тахір I.

## Пам'ять
На його честь названо аеропорт та університет в провінції Ачех.